# Земля Алькаррас
«Земля Алькаррас» (исп. Alcarràs) — художественный фильм испанского режиссёра Карлы Симон, премьера которого состоялась в феврале 2022 года на 72-м Берлинском кинофестивале. Главные роли в нём сыграли Жозеп Абад, Жорди Пуйоль Дольсет, Анна Отин, Ксения Росет. Картина получила главную награду фестиваля, «Золотого медведя», была номинирована на ряд других премий.

## Сюжет
Герои фильма — представители нескольких поколений одной семьи, которая много десятков лет живёт в каталонской деревне Алькаррас и возделывает её, зарабатывая себе на жизнь продажей фруктов. Внезапно они узнают, что земля им не принадлежит, так как нет контракта, и на их участке планируется вырубить все персиковые деревья, чтобы освободить землю для солнечных панелей. Старшие пытаются найти выход, а младшие тем временем наслаждаются летом.
В фильме не задействованы профессиональные актёры. Кастинг проводился среди рабочих и земледельцев Алькарраса и ближайших деревень

## В ролях
- Жозеп Абад — Рохелио
- Жорди Пуйоль Дольсет — Кимет
- Анна Отин — Долорс
- Альберт Бош — Рожер
- Ксения Росет — Мариона
- Аинет Жуну — Ирис

## Релиз и оценки
Съёмки фильма проходили в Алькаррасе летом 2021 года. Премьера состоялась 15 февраля 2022 года на 72-м Берлинском кинофестивале. Картина получила главную награду фестиваля — «Золотого медведя».
На сайте-агрегаторе отзывов Rotten Tomatoes «Земля Алькаррас» получила рейтинг 93 % со средней оценкой 8,1 из 10. Рецензенты с этого ресурса отметили, что «фильму, возможно, не хватает повествовательной остроты», но высоко оценили ностальгическую составляющую сюжета. На сайте Metacritic картина получила 85 баллов из 100, что указывает на «всеобщее признание». Тим Роби (The Daily Telegraph) поставил ей 5 звезд из 5, упомянув в рецензии «лёгкость, мастерство импровизации, безукоризненное владение интонациями». Фионнуала Халлиган из ScreenDaily охарактеризовала «Землю Алькаррас» как «глубоко аутентичное и трогательное размышление о хрупкости семьи и детства», «вдумчивое размышление».
По словам Гая Лоджа из Variety, «Земля Алькаррас», в которой «уравновешиваются политическая совесть и семейная драма», подтвердила «силу и постоянство режиссерского голоса Карлы Симон». Кейтлин Куинлан (Little White Lies) сочла, что фильм «устанавливает тонкий баланс между идиллическими воспоминаниями и тоской по дорогому сердцу месту». По мнению Серджи Санчес из Fotogramas, Симон удалось «воплотить в образы то, к чему неустанно стремились многие кинематографисты-неореалисты», — изменения пространства и времени.
Российский кинокритик Елена Плахова охарактеризовала «Землю Алькаррас» как «испанский „Вишнёвый сад“, только вместо вишен тут персики, а местный Лопахин хочет заполнить лакомый участок солнечными батареями». Карла Симон рассказала в одном из интервью, что сюжетная связь между фильмом и пьесой Чехова действительно существует. Для Дениса Рузаева «Земля Алькаррас» — «самая почтенная, даже старомодная по форме и структуре картина» 72-го Берлинале.
Награды и номинации
- 2022 — приз «Золотой медведь» Берлинского кинофестиваля.
- 2022 — приз «Гринпис» на кинофестивале в Сан-Себастьяне.
- 2022 — участие в конкурсной программе Загребского и Сиднейского кинофестивалей.
- 2022 — номинация на приз за лучший дебютный фильм на Хайфском кинофестивале.
- 2022 — три номинации на премию Европейской киноакадемии: лучший европейский фильм, лучший европейский сценарий (Карла Симон, Арнау Виларо), премия европейских университетов.
- 2023 — 11 номинаций на премию «Гойя»: лучший фильм, лучший режиссёр (Карла Симон), лучший оригинальный сценарий (Карла Симон, Арнау Виларо), лучший актёр-дебютант (Жорди Пуйоль Дольсет и Альберт Бош), лучшая актриса-дебютантка (Анна Отин), лучший менеджер производства (Элиза Сирвент), лучшая операторская работа (Даниэла Кахиас), лучший монтаж (Ана Пфафф), лучшая работа художника-постановщика (Моника Бернуи), лучший звук.